# Aquäduktbrücke über die Erft
Die Aquäduktbrücke über die Erft zwischen Euskirchen-Rheder und Euskirchen-Stotzheim ist neben der Aquäduktbrücke über die Swist ein weiteres Großbauwerk der Eifelwasserleitung, die die Colonia Claudia Ara Agrippinensium, das antike Köln, mit Wasser versorgte.
Die Brücke war ca. 500 m lang und bis zu 5 m hoch, wurde aber in nachantiker Zeit komplett zur Gewinnung von Baumaterial abgebrochen, so dass außer einer schwachen Geländeerhebung westlich der Erft nichts mehr zu sehen ist. Bei einer archäologischen Grabung im Jahre 1990 konnte aber noch der Unterbau der westlichen Brückenrampe untersucht werden. Eine archäologische Besonderheit war, dass sich im Stampfbeton der Rampe ein Loch befand, das bis in den gewachsenen Boden unter dem Fundament reichte und wahrscheinlich durch ein Vermessungspfählchen zustande kam, welches vermutlich bei der Absteckung als Lage- und Höhenangabe diente.